# Notre Espoir
Notre espoir est une chanson rendue populaire par Maurice Chevalier en 1941. Elle a été déposée à la Sacem le 20 février 1941 et éditée par Francis Salabert.

## Développement et composition
La chanson a été écrite par Maurice Chevalier et composée par Henri Betti. C'est la première chanson composée par Henri Betti pour Maurice Chevalier et la première chanson avec des paroles écrites par Maurice Chevalier ,,,.
Le 16 avril 1941, Maurice Chevalier enregistre la chanson à Genève avec un orchestre dirigé par Henri Betti.

## Texte et réception
« Le meilleur exemple de ces chansons où l'on peut trouver des sens différents non seulement selon les auditeurs, mais également selon les phases de la guerre, est fourni par Maurice Chevalier, avec Notre espoir et La Chanson du maçon. En 1941, ces chansons sont ressenties par beaucoup comme pétainistes en raison d'allusions à la reconstruction du pays et aux appels officiels à l'unité. »

— Paris sous l'Occupation de Wolfgang Drost

« Des chansons plus ambiguës comme La Chanson du maçon ou Notre Espoir (Maurice Chevalier-Henri Betti, 1941), par Maurice Chevalier, pouvaient être comprises à double sens et apparaître soit comme une forme d'appel à l'espérance de la Libération, soit comme une glorification de l'ordre nouveau puisque la censure les acceptait. »

— Nouvelles veillées en chansons: des disques et des thèmes de Jacques Charpentreau

## Liste des pistes
78 tours —  Gramophone K-8539 (La compagnie française du gramophone La Voix de son Maître) enregistré le 24 octobre 1941 avec une orchestration de Marcel Pagnoul.
A. Notre espoir
B. La Choupetta (musique de Jararaca et Vicente Paiva et paroles de Jacques Battaille-Henri)

## Reprises
Le 19 décembre 1941, Jean Vaissade enregistre la chanson avec son orchestre.
Le 6 avril 1942, Boby Forest enregistre la chanson avec l'orchestre de Jo Bouillon. Sur l'autre face du disque, l'orchestre de Jo Bouillon enregistre une autre chanson composée par Henri Betti avec des paroles de Maurice Chevalier mais qui est interprétée par Jean Leroy : Bonne Nuit Chérie.
Le 27 mai 1948, Henri Betti interprète la chanson au piano à l'émission de radio Un quart d'heure avec où il interprète aussi Au Fond de la Vallée (paroles de Tony Andal) et C'est si bon (paroles d'André Hornez).
En 1965, Maurice Chevalier enregistre la chanson avec l'orchestre de Jacques Météhen pour l'album 60 ans de Chansons où il enregistre également La Chanson du maçon, La Polka des barbus, Le Régiment des Jambes Louis XV, Toi, Toi, Toi, Mandarinade et Chapeau de Paille (paroles d'Albert Willemetz).
En 1982, Christian Borel et Paul Roby interprètent la chanson à l'émission Une histoire d'amour Maurice Chevalier où ils interprètent également quatre autres chansons composées par Henri Betti avec des paroles de Maurice Chevalier : La Chanson du maçon, La Fête à Neu-Neu, La Polka des barbus et Le Régiment des Jambes Louis XV.
En 1984, Christian Borel, Patrice Dozier, Patrick Préjean et Pierre Reggiani interprètent la chanson à l'émission Chantez-le moi où ils interprètent également La Fête à Neu-Neu.
En 1993, Pascal Sevran interprète la chanson avec l'orchestre de Jean Sala à l'émission La Chance aux chansons où il interprète également La Chanson du maçon.
En 1994, les 3 Julots enregistrent la chanson pour l'album Les Chansons de la Libération où ils enregistrent également La Fête à Neu-Neu.

## Filmographie
La chanson est utilisée dans les documentaires Le Chagrin et la Pitié en 1971 et Chantons sous l'Occupation en 1976.